# CALDIC
CALDIC (il California Digital Computer) fu un apparecchio elettronico costruito come "digital computer" con l'assistenza dell'Ufficio per le ricerche navali all'Università della California - Berkeley tra il 1951 ed il 1955 per assistere e facilitare le ricerche che si stavano effettuando all'università sulla base dell'alta velocità di calcolo.

## Storia
Il computer fu inizialmente pianificato da Paul Morton, Leland Cunningham, e Dick Lehmer; gli ultimi due erano stati associati con il progetto ENIAC all'Università della Pennsylvania. Morton supervisionò il progetto e la costruzione con un team che comprendeva ingegneri elettronici, sia laureati che ancora studenti dell'università, in totale più di 35 persone, incluso Doug Engelbart (che più tardi inventò il mouse) e Al Hoagland (un pioniere dell'industria dei dischi per computer). Progettata per essere costruita ad un basso costo ed in modo che fosse semplice da adoperare, la macchina fu operativa nel 1954. Il costo totale dell'opera, terminata nel luglio del 1955, fu di circa $150,000.